# Cork City F.C.
Cork City (ang. Cork City Football Club, irl. Cumann Peile Chathair Chorcaí) – irlandzki klub piłkarski z Cork założony w 1984. Zespół obecnie gra w League of Ireland First Division. Klub występował w edycjach pucharu UEFA 2005/2006 i 2006/2007.
Po sezonie 2009 zespół popadł w kłopoty finansowe. 22 lutego 2010 odmówiono mu przyznania licencji na grę w League of Ireland Premier Division, a następnie klub został rozwiązany. W jego miejsce powstał nowy klub o tej samej nazwie, który kontynuuje tradycje Cork City. Jego właścicielem zostało stowarzyszenie kibiców FORAS. Otrzymał on licencję na grę w League of Ireland First Division w sezonie 2010. W 2011 roku klub awansował do ekstraklasy irlandzkiej.

## Obecny skład
Stan na 3 lipca 2018.
| Nr | Poz. | Piłkarz                         |
| -- | ---- | ------------------------------- |
| 1  | BR   | Mark McNulty                    |
| 2  | OB   | Danny Kane                      |
| 3  | OB   | Alan Bennett                    |
| 4  | OB   | John Dunleavy                   |
| 5  | OB   | Aaron Barry                     |
| 6  | PO   | Gearoid Morrissey (wicekapitan) |
| 7  | PO   | Jimmy Keohane                   |
| 8  | PO   | Conor McCormack (kapitan)       |
| 9  | NA   | Graham Cummins                  |
| 10 | OB   | Steven Beattie                  |
| 11 | PO   | Kieran Sadlier                  |

| Nr | Poz. | Piłkarz         |
| -- | ---- | --------------- |
| 13 | BR   | Peter Cherrie   |
| 16 | NA   | Josh O’Hanlon   |
| 17 | OB   | Damien Delaney  |
| 19 | NA   | Karl Sheppard   |
| 20 | OB   | Shane Griffin   |
| 21 | OB   | Conor McCarthy  |
| 22 | OB   | Colm Horgan     |
| 25 | PO   | Barry McNamee   |
| 26 | PO   | Garry Buckley   |
| 29 | OB   | Sean McLoughlin |

## Sukcesy
- Mistrzostwo Irlandii (3 razy): 1993, 2005, 2017
- Puchar Irlandii (4 razy): 1998, 2007, 2016, 2017
- Puchar Ligi Irlandzkiej (3 razy): 1988, 1995, 1999
- Puchar Prezydenta / Superpuchar (3 razy): 2016, 2017, 2018

## Europejskie puchary
Legenda do wszystkich tabel:
- Q – runda eliminacyjna, 1/16, 1/8, 1/4, 1/2 – odpowiednia faza rozgrywek, Grupa – runda grupowa, 1r gr – pierwsza runda grupowa, 2r gr – druga runda grupowa, F – finał, R – runda, PO – play-off
- k. – rzuty karne, los. – losowanie, Dogr. – dogrywka, w. – zasada bramek strzelonych na wyjeździe

| Sezon     | Rozgrywki                 | Runda   | Przeciwnik           | Dom       | Wyjazd    | Ogólnie    |
| --------- | ------------------------- | ------- | -------------------- | --------- | --------- | ---------- |
| 1989/90   | Puchar Zdobywców Pucharów | 1R      | Torpedo Moskwa       | 0–1       | 0–5       | 0–6        |
| 1991/92   | Puchar UEFA               | 1R      | Bayern Monachium     | 1–1       | 0–2       | 1–3        |
| 1993/94   | Liga Mistrzów             | Q       | Cwmbran Town         | 2–1       | 2–3       | 4–4, w.    |
| 1993/94   | Liga Mistrzów             | 1R      | Galatasaray SK       | 0–1       | 1–2       | 1–3        |
| 1994/95   | Puchar UEFA               | Q       | Slavia Praga         | 0–4       | 0–2       | 0–6        |
| 1997      | Puchar Intertoto          | Grupa 4 | Standard Liège       | 0–0       |           | 4. miejsce |
| 1997      | Puchar Intertoto          | Grupa 4 | Maccabi Petach Tikwa |           | 0–0       | 4. miejsce |
| 1997      | Puchar Intertoto          | Grupa 4 | 1. FC Köln           | 0–2       |           | 4. miejsce |
| 1997      | Puchar Intertoto          | Grupa 4 | FC Aarau             |           | 0–0       | 4. miejsce |
| 1998/99   | Puchar Zdobywców Pucharów | Q       | Arsenał Kijów        | 2–1       | 0–2       | 2–3        |
| 1999/2000 | Puchar UEFA               | Q       | IFK Göteborg         | 1–0       | 0–3       | 1–3        |
| 2000/01   | Puchar UEFA               | Q       | Lausanne Sports      | 0–1       | 0–1       | 0–2        |
| 2001      | Puchar Intertoto          | 1R      | Liepājas Metalurgs   | 0–1       | 1–2       | 1–3        |
| 2004      | Puchar Intertoto          | 1R      | Malmö FF             | 3–1       | 1–0       | 4–1        |
| 2004      | Puchar Intertoto          | 2R      | NEC Nijmegen         | 1–0       | 0–0       | 1–0        |
| 2004      | Puchar Intertoto          | 3R      | FC Nantes            | 1–1       | 1–3       | 2–4        |
| 2005/06   | Puchar UEFA               | 1Q      | Ekranas Poniewież    | 0–1       | 2–0       | 2–1        |
| 2005/06   | Puchar UEFA               | 2Q      | Djurgårdens IF       | 0–0       | 1–1       | 1–1, w.    |
| 2005/06   | Puchar UEFA               | 1R      | Slavia Praga         | 1–2       | 0–2       | 1–4        |
| 2006/07   | Liga Mistrzów             | 1Q      | Apollon Limassol     | 1–0       | 1–1       | 2–1        |
| 2006/07   | Liga Mistrzów             | 2Q      | FK Crvena zvezda     | 0–1       | 0–3       | 0–4        |
| 2007      | Puchar Intertoto          | 1R      | Valur                | 0–1       | 2–0       | 2–1        |
| 2007      | Puchar Intertoto          | 2R      | Hammarby IF          | 1–1       | 0–1       | 1–2        |
| 2008/09   | Puchar UEFA               | 1Q      | FC Haka              | 2–2       | 0–4       | 2–6        |
| 2015/16   | Liga Europy               | 1Q      | Reykjavíkur          | 1–1       | 1–2       | 2–3, Dogr. |
| 2016/17   | Liga Europy               | 1Q      | Linfield F.C.        | 1–1       | 1–0       | 2–1        |
| 2016/17   | Liga Europy               | 2Q      | BK Häcken            | 1–0       | 1–1       | 2–1        |
| 2016/17   | Liga Europy               | 3Q      | KRC Genk             | 1–2       | 0–1       | 1–3        |
| 2017/18   | Liga Europy               | 1Q      | Tallinna FCI Levadia | 4–2       | 2–0       | 6–2        |
| 2017/18   | Liga Europy               | 2Q      | AEK Larnaka          | 0–1       | 0–1       | 0–2        |
| 2018/19   | Liga Mistrzów             | 1Q      | Legia Warszawa       | 0–1       | 0–3       | 0–4        |
| 2018/19   | Liga Europy               | 2Q      | wolny los            | wolny los | wolny los | wolny los  |
| 2018/19   | Liga Europy               | 3Q      | Rosenborg            | 0–2       | 0–3       | 0–5        |
| 2019/20   | Liga Europy               | 1Q      | Progrès Niedercorn   | 0–2       | 2–1       | 2–3        |